# George Mbwando
George Stanley Mbwando (ur. 29 października 1975 w Musumie) – zimbabwejski piłkarz występujący na pozycji obrońcy lub pomocnika, reprezentant Zimbabwe w latach 2001–2006.

## Kariera klubowa
Karierę piłkarską Mbwando rozpoczął w klubie Blackpool FC. W jego barwach zadebiutował w 1995 roku w Zimbabwe Premier Soccer League. W klubie tym występował do 1996 roku i latem przeszedł do Lecha Poznań. W I lidze zadebiutował 28 lipca 1996 w wygranym 2:1 domowym spotkaniu z Hutnikiem Kraków. W rundzie jesiennej rozegrał 10 spotkań, a wiosną nie wystąpił w żadnym meczu ligowym. W połowie 1997 roku przeszedł do Bonner SC, klubu niemieckiej Regionalligi. W zespole z Bonn spędził jeden sezon i odszedł do VfB Oldenburg, występującego na tym samym poziomie rozgrywkowym. W latach 2000–2002 był zawodnikiem VfB Lübeck, w którym jako obrońca strzelił 14 goli.
W 2002 roku Mbwando trafił do Alemannii Aachen. W 2. Bundeslidze zadebiutował 11 sierpnia 2002 w spotkaniu z SC Freiburg (0:1). Zawodnikiem tego klubu był przez dwa lata. W 2004 roku podpisał kontrakt z SSV Jahn Regensburg (Regionalliga). W 2006 roku przeszedł do FC Ingolstadt 04, gdzie występował przez dwa sezony. W latach 2008–2018 Mbwando grał w zespołach z amatorskich kategorii rozgrywkowych, kolejno: TSV 1897 Kösching, VfB Friedrichshofen, FC Böhmfeld, FC Fatih Spor Ingolstadt oraz SpVgg Hofstetten.
| Sezon   | Klub              | Kraj     | Rozgrywki      | Mecze | Bramki |
| ------- | ----------------- | -------- | -------------- | ----- | ------ |
| 1995    | Blackpool Harare  | Zimbabwe | Premier League | ?     | ?      |
| 1996    | Blackpool Harare  | Zimbabwe | Premier League | ?     | ?      |
| 1996/97 | Lech Poznań       | Polska   | I. liga        | 10    | 0      |
| 1997/98 | Bonner SC         | Niemcy   | Regionalliga   | 7     | 0      |
| 1998/99 | VfB Oldenburg     | Niemcy   | Regionalliga   | 20    | 1      |
| 1999/00 | VfB Oldenburg     | Niemcy   | Regionalliga   | 20    | 1      |
| 1999/00 | VfB Lübeck        | Niemcy   | Regionalliga   | 9     | 1      |
| 2000/01 | VfB Lübeck        | Niemcy   | Regionalliga   | 29    | 7      |
| 2001/02 | VfB Lübeck        | Niemcy   | Regionalliga   | 30    | 7      |
| 2002/03 | Alemannia Aachen  | Niemcy   | 2. Bundesliga  | 28    | 3      |
| 2003/04 | Alemannia Aachen  | Niemcy   | 2. Bundesliga  | 27    | 1      |
| 2004/05 | Jahn Regensburg   | Niemcy   | Regionalliga   | 22    | 1      |
| 2005/06 | Jahn Regensburg   | Niemcy   | Regionalliga   | 19    | 1      |
| 2006/07 | FC Ingolstadt 04  | Niemcy   | Regionalliga   | 8     | 0      |
| 2007/08 | FC Ingolstadt 04  | Niemcy   | Regionalliga   | 0     | 0      |
| 2008/09 | TSV 1897 Kösching | Niemcy   | Regionalliga   | ?     | ?      |

## Kariera reprezentacyjna
W reprezentacji Zimbabwe Mbwando zadebiutował w 2001 roku. W 2004 roku wystąpił w dwóch meczach Pucharu Narodów Afryki: z Egiptem (1:2) oraz Kamerunem (3:5). W Pucharze Narodów Afryki 2006 był rezerwowym i rozegrał jedno spotkanie przeciwko Senegalowi (0:2). Ogółem w latach 2001–2006 rozegrał w drużynie narodowej 11 spotkań i strzelił 1 gola.